# Showbiz & A.G.
Showbiz & A.G. (conosciuti anche come Show & A.G., al secolo Rodney Lemay e Andre Barnes) sono un duo hip hop statunitense originario del Bronx, New York City. Showbiz col tempo ha lasciato il rapping per dedicarsi esclusivamente alla produzione, mentre A.G. (abbreviativo di Andre the Giant) è un rapper.
Il duo debutta in Funky Technician, album di Lord Finesse uscito nel 1990. Negli anni seguenti forma la Showbiz Records e il collettivo Diggin' in the Crates Crew (D.I.T.C.), composto dallo stesso Lord Finesse, Diamond D, O.C., Fat Joe, Buckwild e Big L. Show & A.G. contribuiscono a rivitalizzare la scena hip-hop del Bronx partendo dal basso e commercializzando le proprie cassette per strada. Il successo underground dei singoli Soul Clap e Party Groove, quest'ultimo andato più volte in rotazione su Yo! MTV Raps, li porta a produrre prima l'EP Soul Clap poi il disco Runaway Slave, entrambi nel 1992. Il duo riscontra un successo underground, venendo ignorato dal mainstream anche col seguito del 1995 Goodfellas. Nel 2000 sono tra gli artefici dell'esordio dei D.I.T.C. con l'album omonimo.

## Storia del gruppo

### Carriera
La prima uscita ufficiale per il gruppo è rappresentata dall'EP Soul Clap, pubblicato nel 1992 e rimasto famoso come Showbiz & A.G. L'album di debutto, Runaway Slave, uscì lo stesso anno. Una seconda versione della canzone   "Soul Clap" fu inclusa nell'album, così come vecchie registrazioni, quali "Fat Pockets" e "Party Groove". Il posse cut "Represent" contiene la prima apparizione del rapper Big L. Altre collaborazioni presenti sull'album sono quelle del membro dei Black Sheep Dres, di Diamond D, Lord Finesse e DeShawn.
Nel 1994, Showbiz & A.G. compaiono sul secondo album dei Black Sheep, dal titolo Non-Fiction, precisamente sulla traccia intitolata "E.F.F.E.C.T.". In seguito Showbiz accorciò il suo nome in Show, causando il cambio di nome del gruppo in Show & A.G. Il loro album del 1995, Goodfellas, ha un suono più scuro del primo. Le collaborazioni su questo album sono di D-Flow, Lord Finesse, DJ Premier, Roc Raida, Dres, Method Man e Diamond D. La canzone che riscontrò il maggior successo di pubblicò fu Next Level, remixata da DJ Premier, la cui strumentale fu qualche anno più tardi inserita nella scena di una battle in 8 Mile. Nonostante le critiche positive ottenute da entrambi gli album, il gruppo non ebbe mai un particolare successo.

### D.I.T.C.
Dopo l'uscita di Full Scale (EP), nel 1998, il duo non realizzò più dischi come Show & A.G., concentrandosi totalmente sui dischi dei D.I.T.C. e sulle rispettive carriere soliste. Nel 1999, A.G. pubblicò il suo album di debutto, The Dirty Version, con produzioni di Show, Lord Finesse, Buckwild, Diamond D e DJ Premier. Al disco collaborarono MC come Ghetto Dwellas, Fat Joe, Diamond D, O.C., Guru, KRS-One e Big Pun.
Nel 2000, Show & A.G. si riunirono con la D.I.T.C. per realizzare un album collettivo. Show produsse "Get Yours", "Way Of Life","Drop It Heavy" e "Weekend Nights", mentre A.G. apparve su "Thick", "Day One", "Foundation", "Drop It Heavy", "Stand Strong", "Weekend Nights" e "Tribute", una traccia dedicata al defunto Big L, ucciso nel 1999.
Il secondo album di A.G., uscito per la Look Records è Get Dirty Radio, pubblicato il 31 ottobre 2006.
Nel 2007, il duo realizzò un nuovo EP, dal titolo Live Hard per la D.I.T.C. Records.
Nel 2008 è uscito un nuovo disco dei due, intitolato O-A-Sis.  Il primo singolo, "2 for the Money", prodotto da Showbiz, vede la collaborazione di DJ Premier.

## Discografia
Album in studio
- 1992 - Runaway Slave
- 1995 - Goodfellas
- 2000 - D.I.T.C. (con i D.I.T.C.)
- 2005 - Street Talk (con i D.I.T.C.)
- 2012 - Mugshot Music: Preloaded
- 2012 - Mugshot Music
- 2017 - Take It Back

EP
- 1992 - Soul Clap
- 1998 - Full Scale
- 2007 - Live Hard (sotto il nome The Show & A Experience)

Album live
- 2000 - Live at the Tramps New York in the Memory of Big L (con i D.I.T.C.)

Album di Showbiz
- 2004 - Street Beats Vol. 1
- 2011 - BarBury'N Beats Vol 1
- 2011 - Godsville (con KRS-One)
- 2012 - Still Diggin': Instrumentals Volume 1
- 2018 - A-Room Therapy

Album in studio di A.G.
- 1999 - The Dirty Version
- 2006 - Get Dirty Radio
- 2006 - Passion of the Giant
- 2009 - Oasis (con O.C.)
- 2010 - Everything's Berry
- 2012 - Danksgiving (con Ray West)
- 2018 - Got Berriis (con Ray West)
- 2018 - Taste of AMBrosia

EP di A.G.
- 2000 - The Dirty Version: Album Sampler
- 2011 - The Pianos Companion E.P. (con Ray West)
- 2011 - Pianos in the Projects (con Ray West)
- 2013 - Natural High (con DJ Koss)
- 2013 - Dancin in the Rain EP (con Party Arty)
- 2015 - The Nickel EP (con Ray West)
- 2016 - Crenshaw Jezebel (con Blu, Ray West & Dave Dar)
- 2016 - Live from the Balcony (con Party Arty)
- 2017 - Penelope (con John Robinson)
- 2017 - They Watching (con John Robinson)
- 2017 - The 5th Beatle (con DJ Crucial & Grap Luva)
- 2018 - Epiphany EP (con John Robinson)

Raccolte di A.G.
- 2013 - Pianos in the Projects Collection (con Ray West e Party Arty)

Album live di A.G.
- 1999 - Live from Amsterdam (con Big L)